# Liste des batailles de la guerre de Trente Ans
Liste des batailles et sièges de la guerre de Trente Ans une série de conflits armés qui a déchiré l’Europe de 1618 à 1648 :

## La période bohémienne et palatine
- 1618
  - Bataille de Pilsen
- 1619
  - Bataille de Sablat
- 1620
  - Bataille de la Montagne-Blanche
- 1622
  - Bataille de Mingolsheim
  - Bataille de Wimpfen
  - Bataille de Höchst
  - Bataille de Fleurus
- 1623
  - Bataille de Stadtlohn

## La période danoise
- 1626
  - Bataille de Dessau
  - Bataille de Lutter
- 1628
  - Bataille de Wolgast

## La période suédoise
- 1631
  - Prise de Francfort par les troupes suédoises (en)
  - Sac de Magdebourg
  - Bataille de Werben
  - Bataille de Breitenfeld
- 1632
  - Bataille de Rain am Lech
  - Bataille de Lützen
  - Bataille d'Alte Veste ou de Fürst
- 1634
  - Première bataille de Nördlingen

## La période française
- 1633
  - Siège de Nancy
- 1634
  - Siège de La Mothe
  - Bataille de Wattwiller, le 2 mars
- 1635
  - Bataille d'Avein
  - Siège de Moyenvic
  - Siège de Charmes
  - Siège de  Neufchâteau
  - Bataille des Avins
  - Prise de Tirlemont
  - Bataille des Îles de Lérins
- 1636
  - Siège de Dole
  - 2 Sièges de Corbie
  - Bataille de Tornavento
  - Bataille de Wittstock
  - Siège de Saint-Jean-de-Losne
  - Siège de La Capelle
- 1637
  - Siège de Landrecies
  - Siège de Maubeuge
  - Campagne comtoise de Bresse et Bugey
  - Siège de Saint-Amour
  - Bataille de Sainte-Agnès
  - Bataille de Martignat
  - Bataille de Savigny
  - Siège de Lons-le-Saunier
  - Bataille de Cornod
  - Bataille des Îles de Lérins
  - Siège de Bergerac
  - Siège de Cateau-Cambrésis
  - Siège de La Capelle
  - Bataille de Ray-sur-Saône
  - Bataille de Leucate
  - Siège de Bréda
- 1638
  - Bataille de Breisach
  - Bataille de Rheinfelden
  - Bataille de Guetaria
  - Bataille de Vado
  - Bataille de Poligny
  - Siège et bataille de Fontarrabie
- 1639
  - Siège de Thionville
  - Bataille de Thionville
  - Bataille des Dunes
  - Siège de Pontarlier
  - Siège de Nozeroy
  - Siège de Hesdin
  - Siège de Salses
- 1640
  - Siège de Salses
  - Siège d'Arras
  - Siège de Turin
- 1641
  - Bataille de Montjuïc
  - Bataille de la Marfée
  - Siège de Lens
  - Siège de Bapaume
  - Sièges d'Aire-sur-la Lys
  - Siège de Dieuze
- 1642
  - Bataille de Leipzig
  - Bataille de Barcelone
  - Bataille de Lérida
  - Siège de Salses
- 1643
  - Bataille de Rocroi
  - Bataille de Carthagène
  - Bataille de Tuttlingen
  - Siège de Thionville
  - Siège de Rottweil
- 1644
  - Bataille de Fribourg-en-Brisgau
- 1645
  - Bataille de Jankau
  - Bataille de Mergentheim (ou Marienthal)
  - Seconde bataille de Nördlingen
- 1646
  - Siège de Dunkerque
  - 1er siège de Lérida
- 1647
  - 2e siège de Lérida
  - Siège de Lens
- 1648
  - Bataille de Zusmarshausen
  - Siège de Prague
  - Bataille de Lens